# Економічний аналіз
Економі́чний ана́ліз (англ. Economic Analysis, від грец. analysis — розкладання, розчленування) — взаємопов’язані й взаємозумовлені методи вивчення і наукового дослідження певних явищ, процесів, дій, результатів. У економіці застосовується з метою виявлення закономірностей і тенденцій розвитку економічних процесів, встановлення та оцінки основних факторів, що позитивно чи негативно впливають на показники ефективності. 
Запровадження терміна "економічний аналіз" належить французькому економісту XVIII ст. Франсуа Кене.

## Сфери інтересів
За допомогою економічного аналізу виявляють невикористані резерви поліпшення показників діяльності окремих галузей, об’єднань, підприємств. Результати економічного аналізу використовують для прогнозування і перспективного планування економічних процесів, а також для розробки програм і рекомендацій подальшого ефективного розвитку, прибуткової діяльності.
Абстра́кція економі́чна — вилучення з економічного аналізу економічних і позаекономічних фактів, що не стосуються певного процесу.

## Статистичний економічнийаналіз
Вивчення економічних даних про економічне явище для з’ясування його характерних рис за даних конкретних умов. Об’єктом статистичного аналізу можуть бути дані про окреме підприємство, район, галузь, економіку держави в цілому, а також про сукупність об’єктів дослідження. Дані для статистичного економічного аналізу беруть із різних статистичних джерел, а також одержують в результаті соціологічних спостережень. Статистичний аналіз може бути повним (всебічне вивчення стану і розвитку явища в цілому) та частковим (з’ясування стану явища за даних умов, взаємозв’язку ознак, динаміки явищ тощо). 
Невід’ємними складовими статистичного аналізу є: 
- визначення мети аналізу;
- висування гіпотези на підставі аналітико-економічних міркувань та ознайомлення з конкретними умовами розвитку явища;
- підбір статистичних матеріалів і їх оцінки, а також систематизація відібраних даних і визначення недостатніх показників;
- додаткова обробка матеріалу за допомогою спеціальних статистичних методів;
- формування висновків і практичних пропозицій.

З 1990-х років застосовується нечіткий економічний аналіз у процесі  планування.Традиційні математичні методи засновані на класичній логіці, є нетерпимі до неточності та необ'єктивності істини, а також до невизначеності у економічних системах. В свою чергу невизначеність системи призводить до зростання ризиків від прийняття неефективних рішень, результатом чого можуть бути негативні економічні наслідки. З цією метою виникає потреба у методах, що ґрунтуються на нечіткій логіці.

## Мікро- та макроекономічний аналіз
В рамках економічної теорії, виділяються мікро- та макроекономічний аналіз.
Мікроекономічний аналіз - аналіз діяльності фірми в мікроекономіці, зокрема аналіз зв'язку між випуском фірми та витратами на ресурси за допомогою виробничої функції.
Макроекономічний аналіз - аналіз діяльності національної економіки за допомогою аґреґованих величин та макроекономічних моделей.

## Ex-post та ex-ante економічний аналіз
Розрізняють ex-post та ex-ante економічний аналіз.
Ex-post (фактичний) економічний аналіз - аналіз економічної системи за минулі періоди на основі фактичних даних.
Ex-ante (прогнозний) економічний аналіз - аналіз майбутніх прогнозних станів економічної системи шляхом моделювання її поведінки. 

## Фінансовий аналіз та аналіз фінансового стану
Аналіз фінансового стану компанії за допомогою певних методик, показників фінансового стану на основі документів фінансової звітності компанії.  

## Наукові розробки в Україні
Провідною науковою установою в Україні, яка здійснює постійний економічний аналіз прерогативних напрямків розвитку економіки держави, наразі є Інститут економіки та прогнозування Національної академії наук України.